# Clelia hussami
Clelia hussami là một loài rắn trong họ Rắn nước. Loài này được Morato, Franco & Sanches mô tả khoa học đầu tiên năm 2003.